# Crkva sv. Marije Magdalene u Kosmatom gradu
Crkva sv. Marije Magdalene, rimokatolička crkva u tvrđavi Kosmatom gradu (Kostelu, Kaštelu, Kosmatom Kaštelu, Kosmatom Koštelu, Petrapilozi).

## Povijest
Podignuta je tijekom 12. ili početkom 13. st. za vjerske potrebe vojske i plemstva u tvrđavi. Oslikana u drugoj polovici 15. stoljeća. Smještena je zapadno od velikog vanjskog dvorišta, skupa s gradskom jezgrom, uz sjeverni obrambeni zid.
Kaštel je izgorio na početku 17. stoljeća pa je moguće da je nekakva oštećenja pretrpila i crkva. Unatoč neobnavljanju život se nastavio u tvrđavi i time i bogoslužje u crkvi. Kad je prestala ljudska nastanjenost unutar kaštela prestala je i djelovati tvrđavna crkve sv. Marije Magdalene, te je posljednja služba u njoj održana 1793. godine. 1995. godine napravljena je prva cjelovita geodetska snimka cijele utvrde. Godine 2003. crkva je potpuno obnovljena.

## Osobine
Premda je tvrđava gotička građevina, crkva je romanička.
Tlocrt je nepravilna četvorina, s upisanom četvrtastom apsidom. Natkrivena je svodom koji je bačvast. U osi glavnog ulaza na pročelju podignuta je visoka preslica s jednim zvonom. Nije ostalo mnogo od crkvenog namještaja, tek zidane klupice. Od umjetnina su pronađeni 1995. godine malobrojni ulomci fresaka. Nekoliko njih među njima je s ostatcima glagoljskih i latinskih grafita. Freske su znanstvenici datirali u drugu polovicu 15. stoljeća. Živih su boja i profinjenih slikarskih detalja, čime ukazuju na blagostanje plemića Gravisija kojima su tad pripadali. Zbog razlomljenosti nisu se mogle restaurirati i danas se čuvaju u Zavičajnom muzeju u Buzetu.